# Nikolaus Queck
Nikolaus Queck, auch Nicolaus bzw. Niclas Quecke, (* vermutlich in Michelstadt; † 1514 in Mainz) war ein Steinmetz, Baumeister und Glockengießer. Von 1494 bis 1497 leitete er als oberster Werkmeister den Bau des Domturms in Frankfurt am Main.

## Leben und Werk

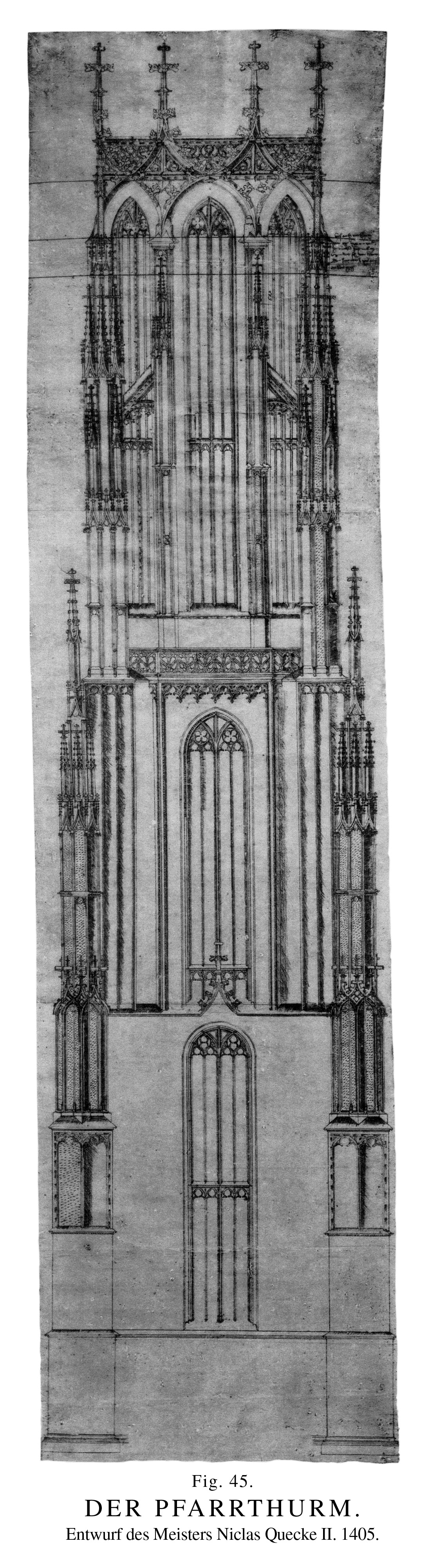
Nikolaus Queck zugeschriebener Entwurf für einen geraden Turmabschluss, um 1495

Queck stammte vermutlich aus Michelstadt im Odenwald. Von 1438 bis 1457 gehörte ein Nikolaus Queck von Michelstadt zu den Kaufleuten, die regelmäßig auf der Frankfurter Messe handelten. Ein Geistlicher namens Nikolaus Queck stiftete im 15. Jahrhundert der Michelstädter Kirche eine Bibliothek. Der Steinmetz Nikolaus Queck ist erstmals 1473 in Mainz nachweisbar, wo er am 9. Juli als Parlierer und Substitut des Dombaumeisters Nikolaus Eseler angestellt wurde. 1477 wurde er Werkmann des Mainzer Domkapitels und 1481 Domwerkmeister auf Lebenszeit.
1491 suchte der Rat der Stadt Frankfurt einen Nachfolger für den im Unfrieden mit Stadtpfarrer Conrad Hensel aus dem Amt geschiedenen Dombaumeister Hans Flücke. Zunächst verhandelte er mit Jakob Bach, der vom Heidelberger Kurfürst, der Stadt Worms und dem Bischof von Worms empfohlen wurde. Es kam jedoch zu keiner Einigung mit dem Stiftskapitel St. Bartholomäus. Erst 1494 wurde Nikolaus Queck am 21. Juli auf 5 Jahre als oberster Werkmeister mit einem Jahresgehalt von 20 Gulden angestellt, während Jakob Bach die Stelle des Parliers übernahm.
Zu Beginn der Tätigkeit Quecks, die in der neueren Literatur als 5. Bauphase bezeichnet wird, war der Bau bis zum Kaffgesims am Oktogon in einer Höhe von ca. 49 Metern fortgeschritten. Unter Quecks Leitung wurden die Strebepfeiler und das Oktogon bis über die Strebebogen weitergebaut. Insgesamt ist ein zusammenhängender Bauabschnitt von ca. 7 Metern nachzuweisen.
Queck scheint jedoch nur selten in Frankfurt gewesen zu sein. Er erhob Bedenken gegen die Ausführbarkeit des von seinem Vorgänger erstellten Plans und schlug in einem neuen Entwurf vor, den Turm mit einem horizontalen Dach abzuschließen, ohne die vorgesehene Kuppel mit Laterne. Darüber kam es zum Streit mit dem Rat, der nicht auf die Kuppel als Wohnung für den Türmer verzichten wollte. 1497 berief der Rat deshalb Hans von Friedberg als Sachverständigen, der den Weiterbau nach den früheren Rissen von Madern Gerthener und Hans Flücke empfahl. Daraufhin befahl der Rat Queck, „den Turm nicht so grob auszumachen und nicht so viel von der Arbeit seines Vorgängers abzubrechen.“ Verärgert zog sich Queck nach Mainz zurück und nahm sogar die ihm übergebenen Pläne mit. 1499 ernannte der Rat Bach zu seinem Nachfolger, aber erst 1503 gab Queck nach langen Verhandlungen die Pläne heraus.
In Mainz ist Queck noch bis mindestens 1512 als Domwerkmeister nachweisbar, wo er beispielsweise 1510 am Chor der Geisenheimer Pfarrkirche arbeitete. Da 1514 ein neuer Domwerkmeister in Mainz angestellt wird, ist er vermutlich in diesem Jahr gestorben.
Queck war ein vielseitiges Talent. Neben seiner Tätigkeit als Baumeister war er auch Glockengießer, so 1491 für den Mainzer Dom, 1493 in Hahnstätten und 1509 in Hochheim am Main.